# Dagmar Cronstedt
Dagmar Cronstedt (Svezia, 5 ottobre 1919 – Svezia, 5 dicembre 2006) è stata una conduttrice radiofonica svedese, attiva durante la seconda guerra mondiale.
Contessa, lavorò a Radio Königsberg, dove diffondeva la propaganda nazista per una Svezia neutrale. Nel dopoguerra condusse con Brita Bager un talk-show focalizzato sulle notizie più recenti.
Sposò nel 1958 il farmacologo e premio Nobel Ulf von Euler.